# إيفان فارون
إيفان فارون (بالإيطالية: Ivan Varone)‏ هو لاعب كرة قدم إيطالي في مركز الوسط، ولد في 11 أكتوبر 1992 في نابولي في إيطاليا. لعب مع نادي سيينا.

## وصلات خارجية
- إيفان فارون على موقع قاعدة بيانات كرة القدم.إي يو (الإنجليزية)
- إيفان فارون على موقع Soccerway.com (الإنجليزية)